# André Buissink
Andreas Hermanus (André) Buissink (Haarlem, 25 september 1905 - Zaltbommel, 10 februari 1959) was een Nederlandse vakbondsman en politicus. Hij was lid van de Sociaal-Democratische Arbeiderspartij (SDAP) en later de Partij van de Arbeid (PvdA).
Buissink, die werkzaam was als winkelier in Haarlem, was actief in de Arbeiders Jeugd Centrale en lokale vakbewegingen. Begin jaren 30 was hij bestuurder van de Bakkersgezellenbond in Noord- en Zuid-Holland. Hij ging in 1935 voor de Nederlandsche Landarbeidersbond in Utrecht werken en verhuisde in 1936 voor zijn werk naar Emmen. Na de Duitse inval stopte hij zijn vakbondswerk en werd gewestelijk commissaris van de Nederlandsche Unie. Buisink zat van 1942 tot 1944 opgesloten in Kamp Sint-Michielsgestel. Hierna deed hij verzetswerk.
Voor de SDAP was hij al voor de Tweede Wereldoorlog actief in de gemeenteraad van Emmen. Na de oorlog werd hij daar fractieleider namens de PvdA. Buissink werd op 1 juni 1947 benoemd tot burgemeester van Zaltbommel. Tijdens zijn ambt installeerde hij de eerste Jeugdgemeenteraad in Nederland in oktober 1949. In 1959 werd Buissink onwel tijdens een gesprek met zijn internist en overleed hij ter plekke. Hij werd 53 jaar. Hij was in 1934 in Noordwijkerhout gehuwd en kreeg twee kinderen.